# Zwartvoetpinguïn
De zwartvoetpinguïn of brilpinguïn (Spheniscus demersus) is een vogel uit de familie van de pinguïns (Spheniscidae). De wetenschappelijke naam van de soort werd in 1758 als Diomedea demersa gepubliceerd door Carl Linnaeus. De naam 'demersa' betekent 'ondergedompeld'. Het is de enige pinguïn die broedt in Afrika: de soort komt enkel voor langs de Zuid-Afrikaanse en Namibische kust.

## Veldkenmerken
De zwartvoetpinguïn heeft een zwarte rug en flanken en witte buik en keel. Over de buik, van de flanken tot het begin van de keel, loopt een zwarte, hoefijzervormige streep. Dit is in de regel een enkele streep, maar sommige individuen hebben een dubbele. De vleugels zijn aan de bovenzijde zwart, aan de onderzijde gevlekt. Ook de kop heeft een zwart-wit patroon. Het gezicht is zwart. Opvallend aan deze pinguïn is een naakte, roze vlek die van boven hun ogen richting de bovensnavel loopt. Om die reden kreeg de soort in het Afrikaans de naam brilpikkewyn. 'Pikkewijn' is een oud-Nederlands woord voor pinguïn. Vanaf deze naakte plek loopt een grote witte streep als een wenkbrauw over de ogen, via de zijkant van de kop richting de witte keel. De snavel van de zwartvoetpinguïn is stevig en grijs-zwart. De poten zijn zwart.
Jonge dieren zijn dof grijsbruin. De buik is wit, maar de witte wenkbrauw ontbreekt.
De zwartvoetpinguïn wordt ongeveer 60 tot 70 cm lang.
De luide roep van de zwartvoetpinguïn lijkt op het gebalk van een ezel. Hieraan dankt de vogel zijn vroegere Engelse naam, Jackass penguin ("ezelspinguïn"). In het Nederlands kennen we overigens een andere pinguïnsoort die de naam ezelspinguïn draagt. De kuikens sissen bij gevaar.

## Verspreiding en leefgebied
De zwartvoetpinguïn is endemisch in zuidelijk Afrika. Hij leeft enkel langs de kustwateren van Zuid-Afrika en Namibië, waarlangs de Benguelastroom stroomt. Dwaalgasten komen noordwaarts voor tot Zuid-Angola en oostwaarts tot Natal en Zuid-Mozambique. De zwartvoetpinguïn is de enige nog levende pinguïnsoort die langs de Afrikaanse kust broedt. In de prehistorie kwamen er nog andere soorten in Afrika voor.
Deze pinguïnsoort vormt kolonies op achttien eilanden vlak voor de kust, maar ook op enkele plekken op het vasteland. Een van de kolonies ligt bij Simonstad, ten zuiden van Kaapstad.

## Gedrag
De zwartvoetpinguïn is een uitstekende zwemmer, die onder water snelheden van 20 km/u kan halen.
Hij eet kleine vis als ansjovis, kleine kreeftachtigen, en inktvissen. Ze foerageren voornamelijk overdag op zee, vaak in groepjes. Voor het foerageren begeeft hij zich in de regel niet ver van de kust af, meestal tot 15 km, zelden tot 100 km. De pinguïns blijven aan het wateroppervlak, maar houden regelmatig hun kop onder water om prooien te vinden. Zodra iets is ontdekt, duikt het gehele groepje onder.
Het is een groepsdier, dat rust en broedt in grote kolonies. Hoewel de soort zich het gehele jaar door kan voortplanten, vindt dit meestal plaats in de zuidelijke zomer. In november en december breekt de baltstijd aan. Het mannetje heeft in de balts zijn kop omhoog en laat een minuut lang een steeds luider wordende, balkende roep horen, zijn vleugels horizontaal gespreid. Zijn borst richt hij naar het vrouwtje van zijn keuze. Dit werkt aanstekelijk: als één mannetje begint, volgen vaak ook de andere pinguïns. De balts vindt voornamelijk in de schemering plaats.
Het nest wordt gegraven in zandige grond of guano onder een struik of kei. Ook maakt hij gebruik van bestaande holen of holtes tussen rotsen. In de buurt van menselijke nederzettingen maakt hij soms ook een nest onder een woning of pier. In het nest legt het vrouwtje soms een, vaak twee eieren, die afwisselend door het vrouwtje en het mannetje worden bebroed. Na 38 dagen komen de eieren uit.

## Status
De zwartvoetpinguïn was een lokaal algemene pinguïnsoort. De aantallen zijn de afgelopen jaren drastisch gedaald, van 69.000 in 1979–1980 naar iets meer dan 25.000 in 2009, een daling van 60,5%. In 2023 resteerden nog maar circa 8.000 broedparen, oftewel hooguit 20.000 vogels. Daarom staat deze vogelsoort sinds 2024 als ernstig bedreigd ("kritiek") op de Rode lijst van de IUCN.
De belangrijkste oorzaak van de achteruitgang is overbevissing van zijn belangrijkste prooidieren. Ook olievlekken eisen hun tol. In het verleden had de soort ook te lijden onder guanowinning en eierrapen, maar dit is tegenwoordig verboden.
In verscheidene dierentuinen, waaronder Artis, Burgers' Zoo, AquaZoo Leeuwarden, Safaripark Beekse Bergen, Aachener Tierpark, ZOO Antwerpen en park Pairi Daiza is de soort gehuisvest in kolonieverband. Een aantal tuinen onderhoudt een fokprogramma dat door Artis wordt gecoördineerd voor Europa.

## Afbeeldingen

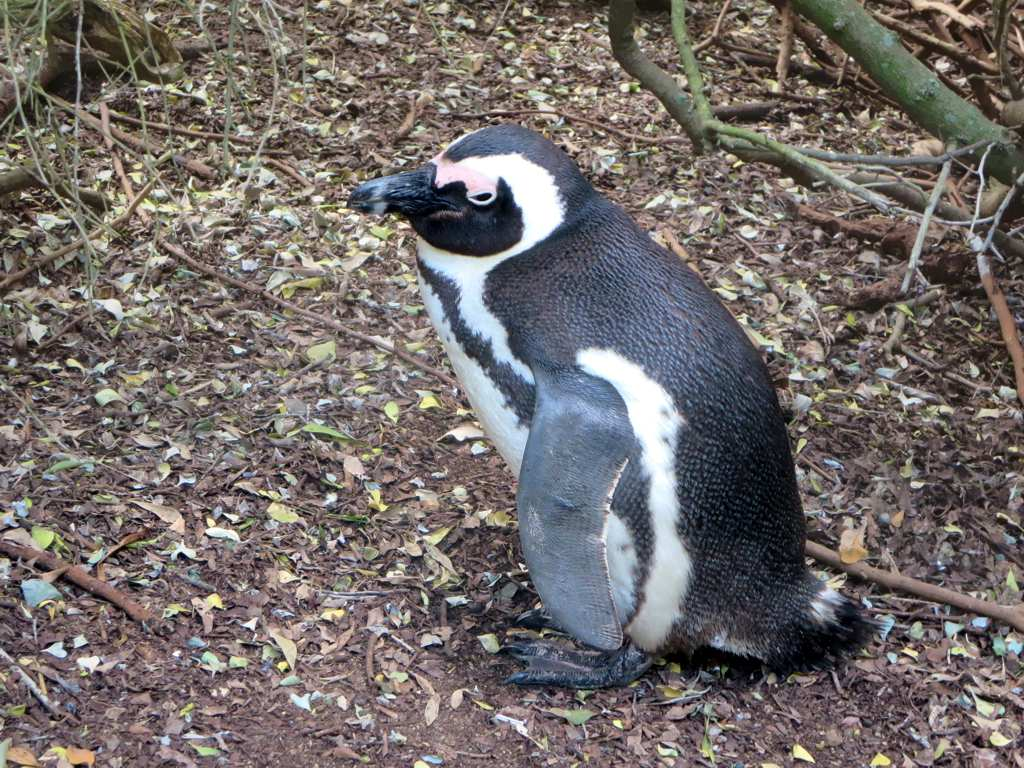
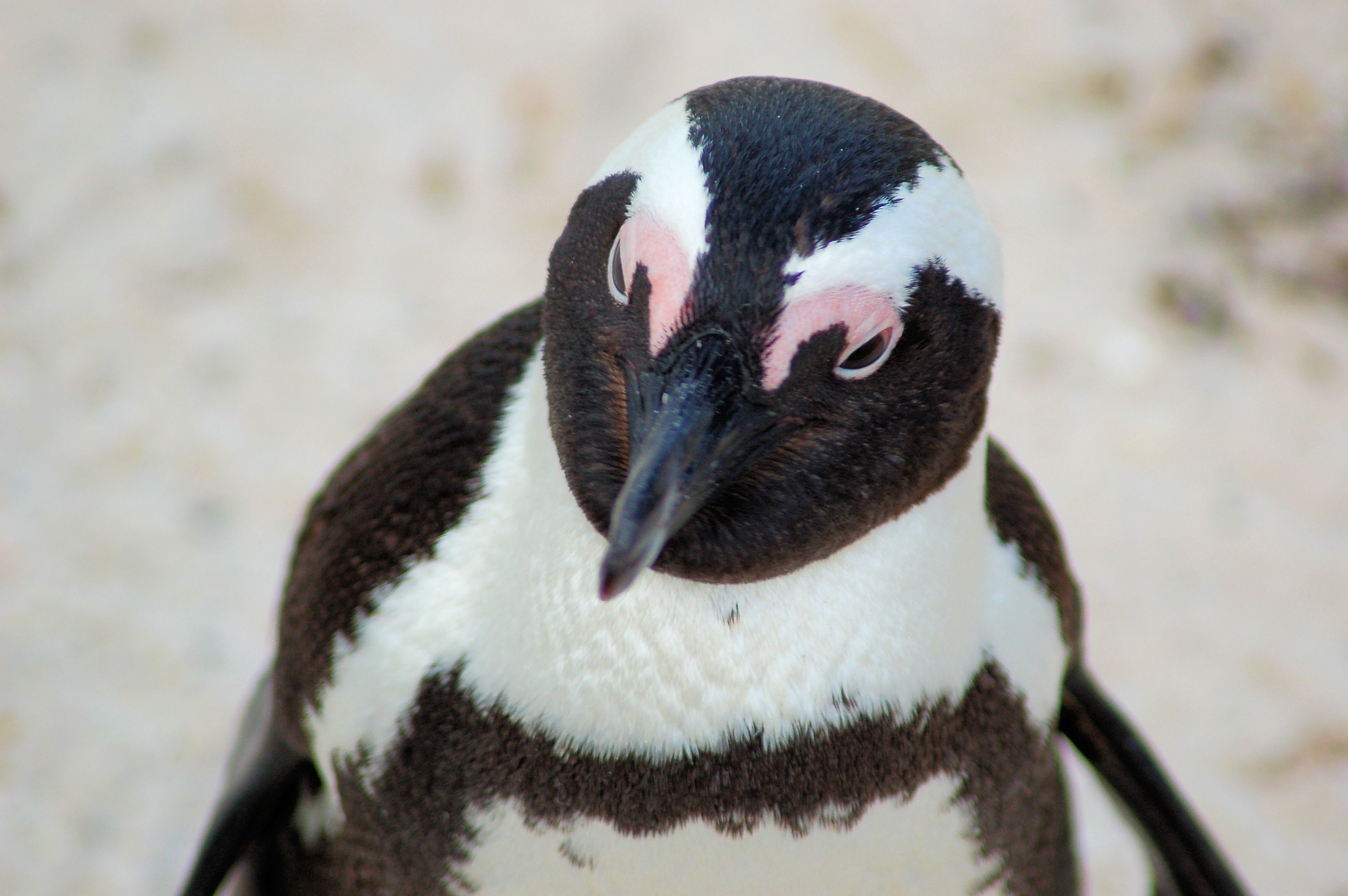
Koptekening
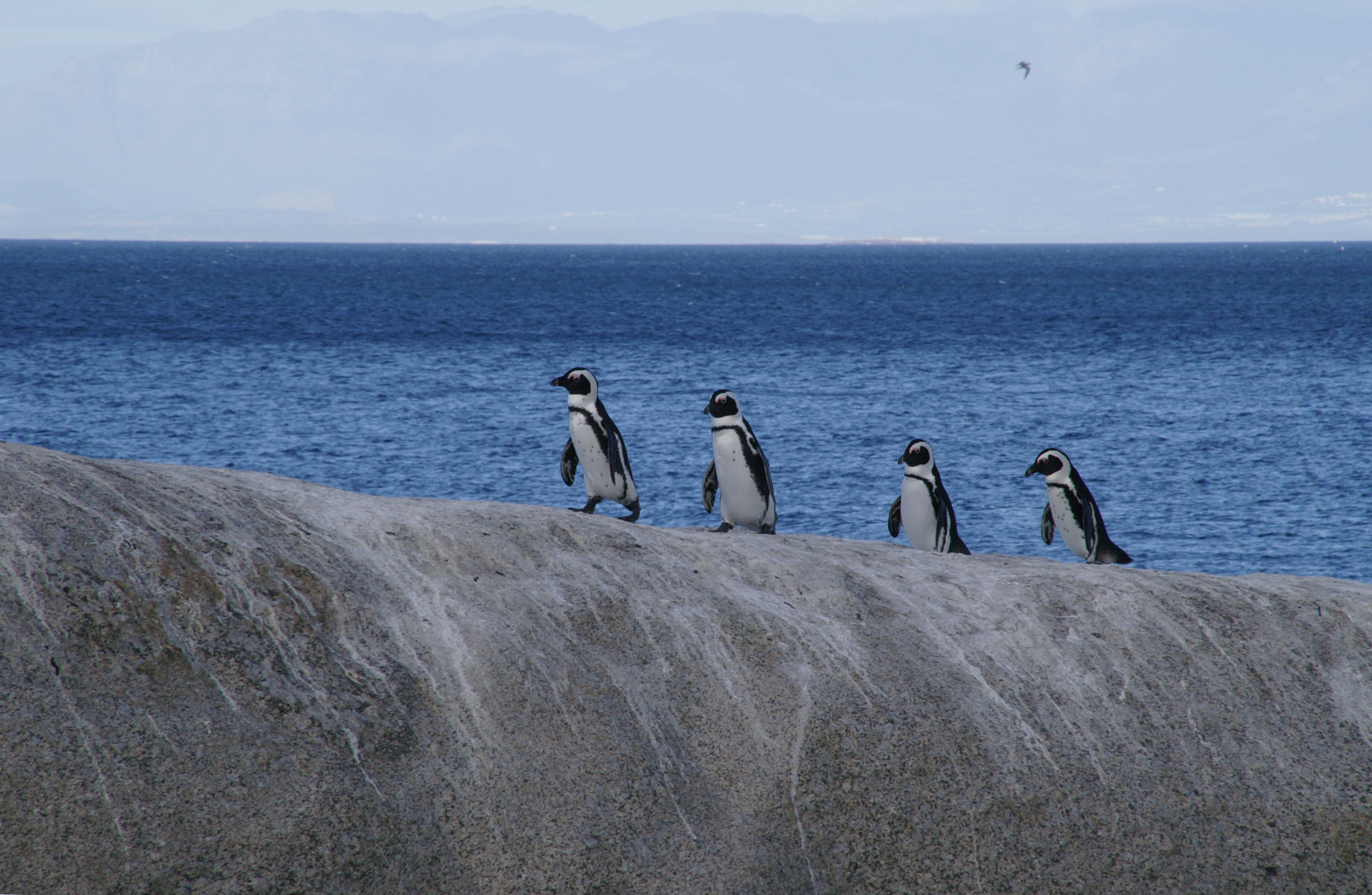
Kolonie op Boulders Beach nabij Simonstad, Zuid-Afrika
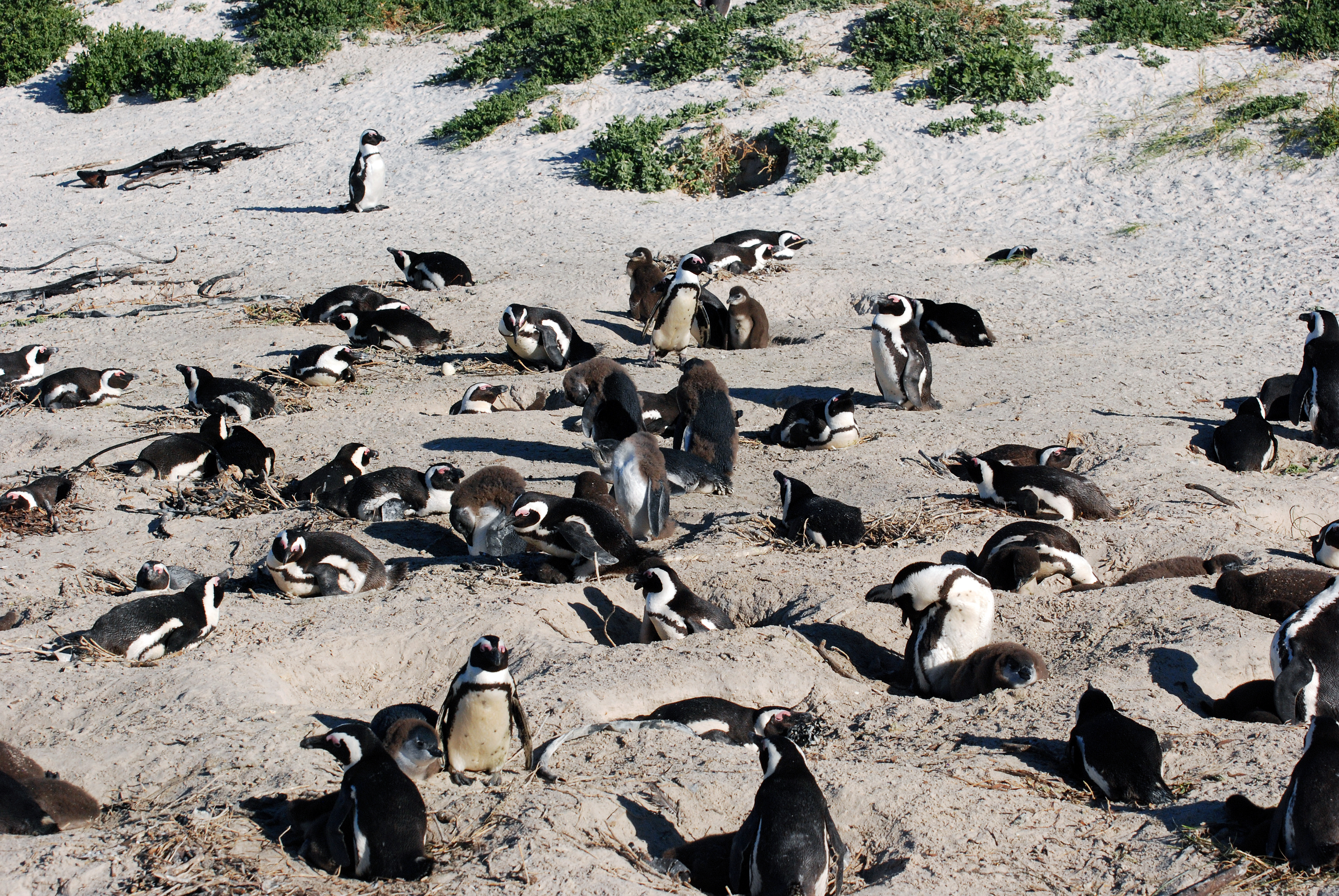
Strand met nesten bij Kaapstad
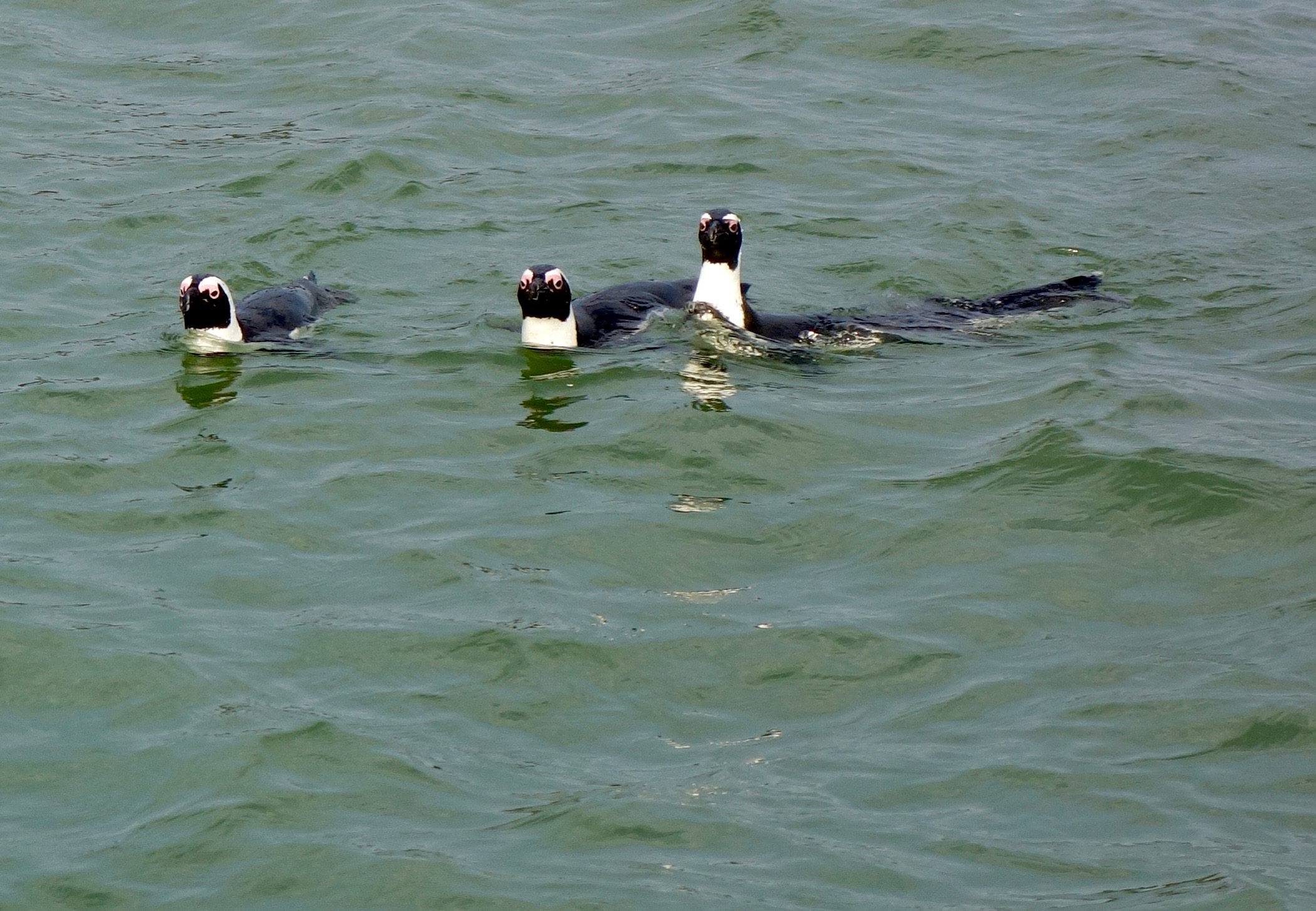
Zwemmend
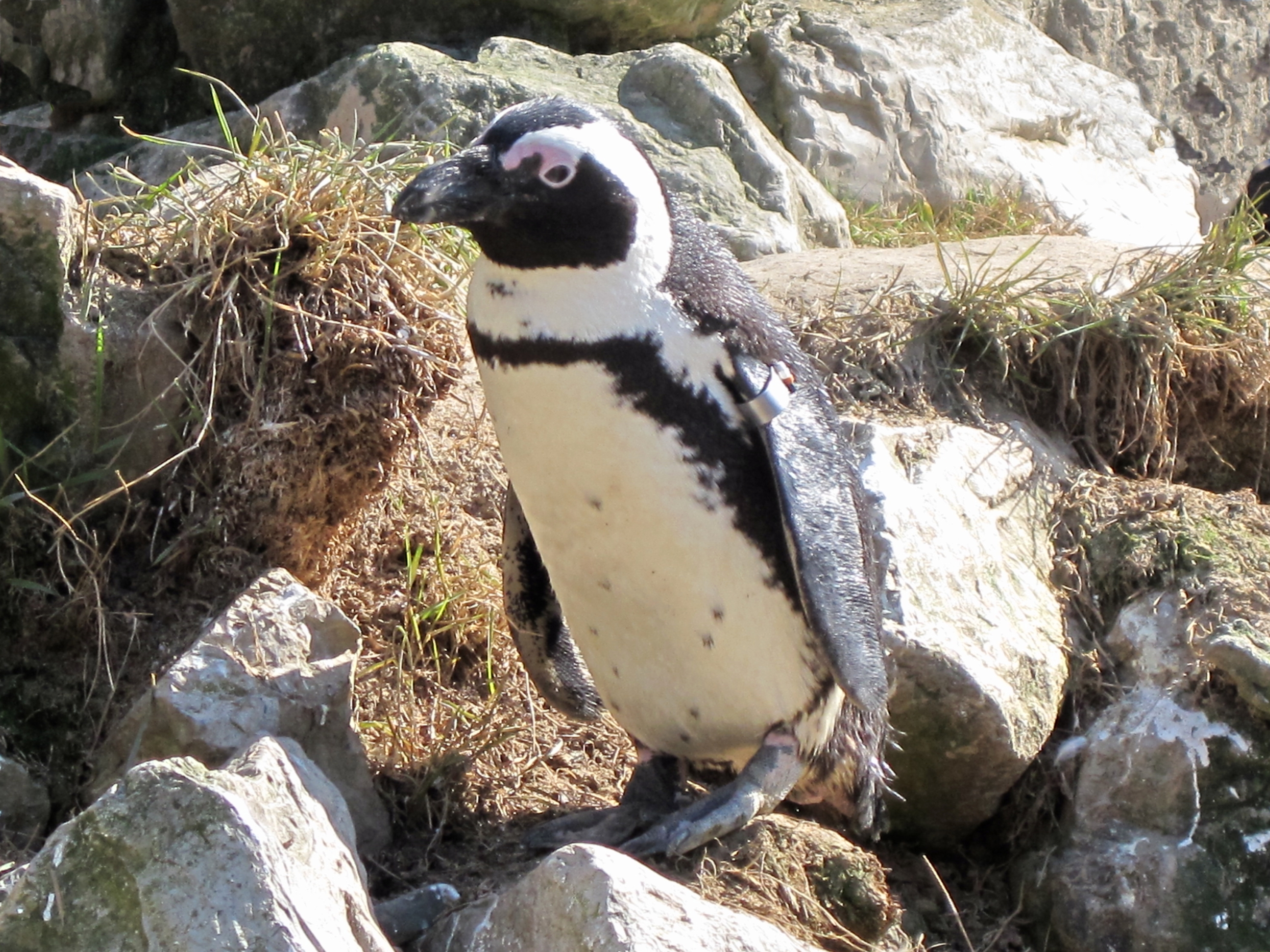
In Burgers Zoo
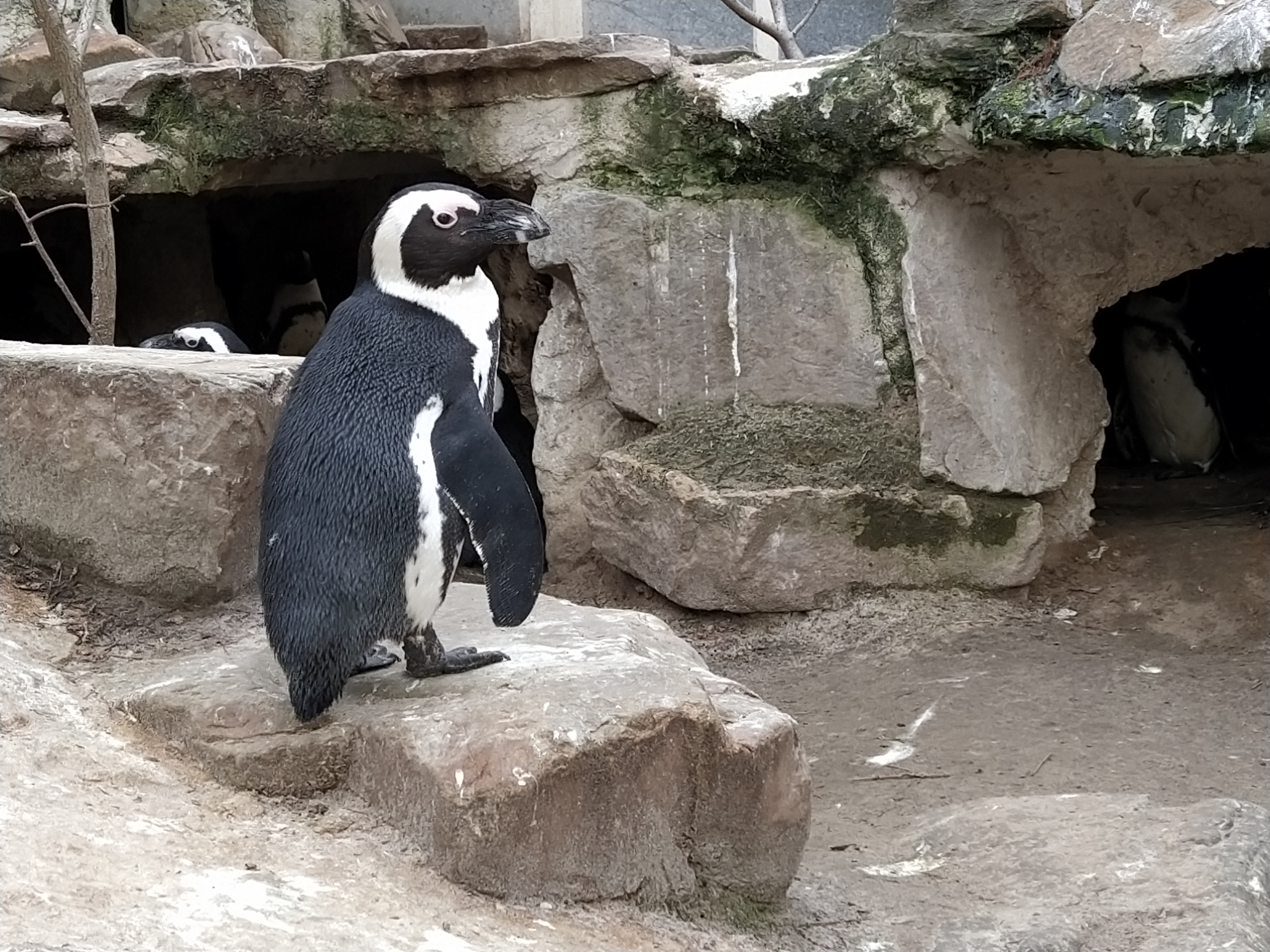
Zoo Antwerpen